# Ellah Wakatama Allfrey

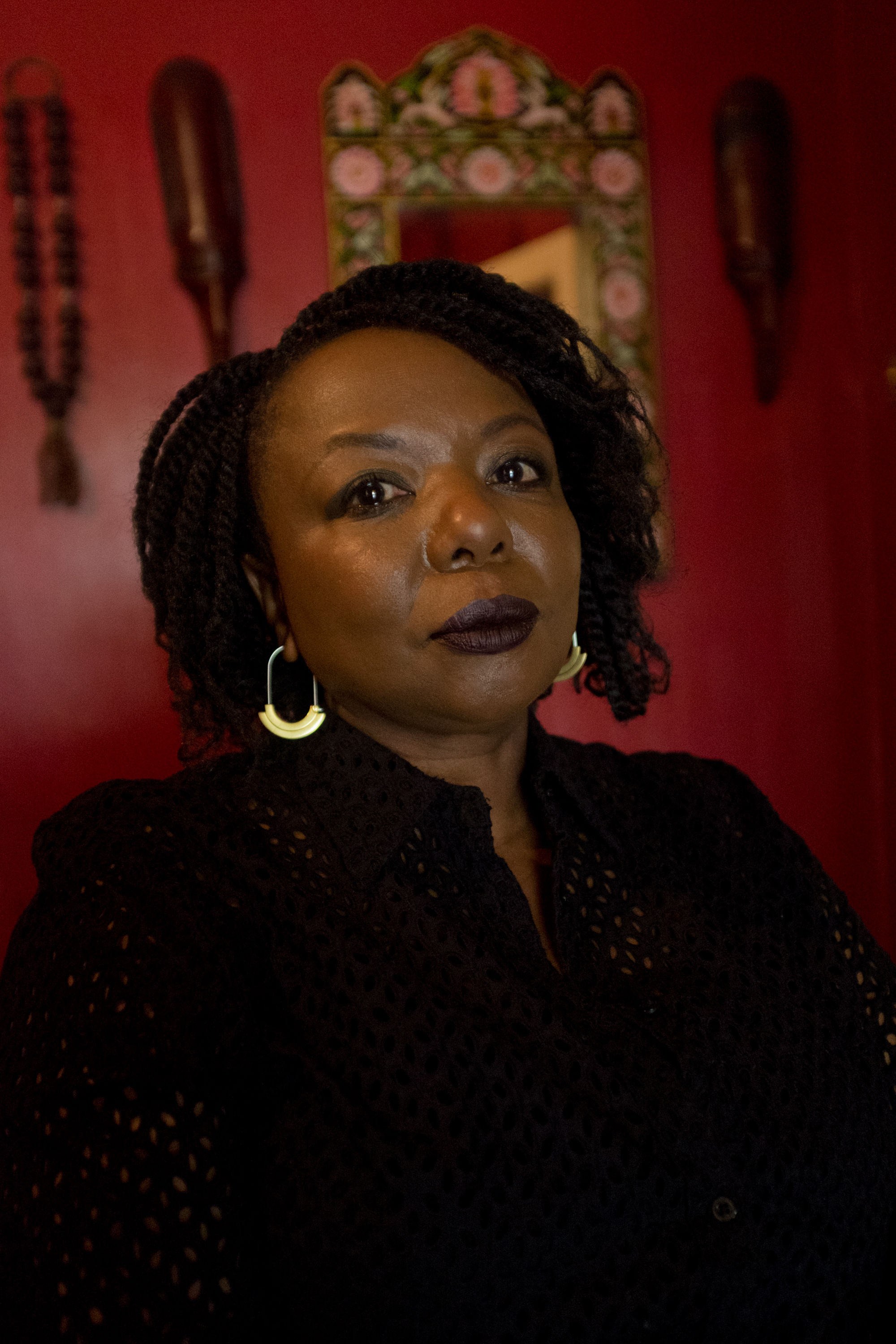
2019

Ellah Wakatama Allfrey, OBE (sinh ngày 16 tháng 9 năm 1966) là một biên tập viên và nhà phê bình văn học người Zimbabwe. Bà từng là Phó Tổng biên tập của Granta (2009–13) và là cựu biên tập viên cao cấp tại Jonathan Cape, Random House.
Allfrey là thành viên Ban Giám đốc của Trung tâm Nhà văn Norwich, đã từng là Phó Chủ tịch Hội đồng Giải thưởng Caine về Viết Phi châu kể từ năm 2011 và là người bảo trợ giải thưởng Văn học Etisalat. Bà là Chủ tịch của Giải thưởng Nhà văn Liên bang năm 2013.
Phóng sự báo chí của Allfrey đã xuất hiện trên tờ The Telegraph, The Guardian và The Observer và bà là người đóng góp thường xuyên cho các trang sách của NPR. Chương trình phát sóng của bà bao gồm một loạt các cuộc phỏng vấn tác giả cho Granta.com và bà đóng góp thường xuyên cho NPR's All Things Considered và BBC Radio 4's Saturday Review.
Năm 2011, Allfrey đã tham gia vào ban giám khảo của giải David Cohen và giải Caine. Vào năm 2012, bà là chủ tịch của hội đồng viễn tưởng cho giải thưởng OCM Bocas cho Văn học Caribê.
Lời giới thiệu của bà với tác phẩm Người phụ nữ máy bay của Kojo Laing (Dòng nhà văn người châu Phi của Heinemann) đã được xuất bản năm 2012. Bà chỉnh sửa tuyển tập Africa39: Viết mới từ châu Phi Nam Sahara (2014), giới thiệu các nhà văn trong sáng kiến Africa39. Bà là một trong các giám khảo của giải Man Booker năm 2015.
Vào tháng 10 năm 2017, Allfrey đã được công bố là Giám đốc xuất bản của nhà xuất bản mới thành lập Indigo Press.

## Giải thưởng
Là một thành viên của Hội Nghệ thuật Hoàng gia, Allfrey được trao danh hiệu OBE trong năm mới 2011 vì các đóng góp của bà cho ngành xuất bản.
Năm 2016, bà nhận được giải thưởng Văn hóa cho dịch vụ từ Goshen College, nơi bà tốt nghiệp năm 1988.